# Embelia floribunda
Embelia floribunda är en viveväxtart som beskrevs av Nathaniel Wallich. Embelia floribunda ingår i släktet Embelia och familjen viveväxter. Inga underarter finns listade i Catalogue of Life.